# Von jetzt an kein Zurück
Von jetzt an kein Zurück ist ein deutsch-österreichischer Film von Christian Frosch. Der Film hatte seine Premiere am 10. September 2014 beim 21. Internationalen Filmfest Oldenburg. Der deutsche Kinostart war am 12. März 2015.

## Handlung
BRD, 1967: Martin und Ruby verlieben sich. Sie wollen aus ihrem jeweiligen Leben ausbrechen und ihren Idealen folgen. Martin will Schriftsteller werden, Ruby Sängerin. Sie treffen sich heimlich, da Rubys Vater streng katholisch ist. Für ihn verkörpert Martin alles Schlechte. Die beiden beschließen, nach Berlin durchzubrennen. Der Plan scheitert jedoch und Ruby muss ins Kloster, während Martin in die Erziehungsanstalt der Diakonie Freistatt gesteckt wird.
Neun Jahre später treffen sich beide wieder. Martin musste einige Zeit ins Gefängnis und hat sich zu einem latent gewalttätigen Mann entwickelt. Ruby ist zwar eine mehr oder weniger erfolgreiche (Schlager-)Sängerin, muss aber immer wieder auf Alkohol und Pillen zurückgreifen und leidet als Folge der Erziehungsmaßnahmen im Kloster unter einer Essstörung. Martin und Ruby verbindet immer noch Liebe. Kurz vor einem Auftritt wird Ruby schließlich von der Vergangenheit eingeholt.

## Kritik
Der Filmdienst urteilt, der Film sei ein „mitreißendes Drama, das mit viel Enthusiasmus und Esprit kleinbürgerlichen Biografien während der 1968er-Revolte nachspürt und den autoritären ‚Muff‘ der restaurativen Bundesrepublik Deutschland physisch greifbar macht“.

## Auszeichnungen
- 2016: Bestes Drehbuch beim Österreichischen Filmpreis[5]
- 2015: Beste künstlerische Montage (Spielfilm) bei der Diagonale
- 2015: Golden Iris Award beim Filmfest Brüssel
- 2015: Nachwuchspreis beim Deutschen Schauspielerpreis (Victoria Schulz)[5]
- 2014: Seymour Cassel Award beim Film Festival Oldenburg